# Vieil hôpital à Sremska Mitrovica
Le vieil hôpital à Sremska Mitrovica (en serbe cyrillique : Стара болница у Сремској Митровици ; en serbe latin : Stara bolnica u Sremskoj Mitrovici) est situé à Sremska Mitrovica, dans la province de Voïvodine, en Serbie. Il est inscrit sur la liste des monuments culturels de grande importance de la République de Serbie (identifiant no SK 1328).

## Présentation
Peu de temps après le rattachement de Sremska Mitrovica à la Frontière militaire, le besoin s'est fait sentir de construire un hôpital pour accueillir les malades et les nécessiteux. Le bâtiment a été construit par le Neuvième régiment de la Frontière de Petrovaradin et il a ouvert ses portes le 7 mai 1826.
L'hôpital s'inscrit dans un plan rectangulaire. Au rez-de-chaussée et au premier étage se trouvaient les chambres des malades, les salles réservées au personnel, les cuisines, des entrepôts et les parties sanitaires. Le bâtiment possédait également deux sous-sols spacieux et une cour où se trouvaient un puits, des écuries et un grand jardin. La façade principale, symétrique, est rythmée par des fenêtres cintrées au rez-de-chaussée et rectangulaires à l'étage ; elle est également rythmée par une avancée centrale. Le haut toit à quatre pans est recouvert de tuiles et couronné par des cheminées avec des mitres.
L'hôpital existe encore aujourd'hui mais il a subi de nombreuses modifications et adaptations dans son organisation intérieure. Des travaux de restauration ont été réalisés sur l'édifice en 1990-1994 et en 1999.